# Cẩm Thành, Cẩm Thủy
Cẩm Thành là một xã thuộc huyện Cẩm Thủy, tỉnh Thanh Hóa, Việt Nam.

## Địa giới hành chính
Xã Cẩm Thành nằm ở phía tây bắc của huyện Cẩm Thủy. Phần lớn diện tích của xã nằm ở hữu ngạn sông Mã.
- Phía bắc giáp các xã Điền Trung và Lương Trung, huyện Bá Thước.
- Phía đông giáp xã Cẩm Lương, huyện Cẩm Thủy.
- Phía nam giáp các xã Cẩm Thạch và Cẩm Liên, huyện Cẩm Thủy.
- Phía tây giáp các xã Điền Hạ và Điền Trung, huyện Bá Thước.

## Hành chính
Xã Cẩm Thành cùng với xã Cẩm Liên được thành lập năm 1964 trên cơ sở chia tách từ xã Cẩm Thạch. Xã Cẩm Thành sau khi chia tách gồm có 14 xóm: Chanh, Én, Muốt, Vạc, Ngọc, Nâm, Phâng, Bọt, Bèo, Trẹn, Khạt, Chiềng Trám, Cò Cánh và Hồng Thái.
Từ ngày 1 tháng 7 năm 2025, theo Nghị quyết số 1686/NQ-UBTVQH15, giải thể huyện Cẩm Thủy và thành lập xã Cẩm Thạch trên cơ sở sáp nhập toàn bộ diện tích tự nhiên và dân số của 4 xã là Cẩm Thành, Cẩm Liên, Cẩm Bình và Cẩm Thạch.

## Giao thông
Xã Cẩm Thành có tỉnh lộ 217 chạy qua.